# Monte Cilo
O monte Cilo ou monte Djilo (em turco:  Cilo Dağı) é a terceira montanha mais alta da Turquia. Fica na cordilheira dos montes Tauro, no distrito de Yüksekova na província de Hakkâri, Região do Sudeste da Anatólia, e atinge 4116 m de altitude. A pronúncia do seu nome em língua turca é "Djilo".